# Томкинс, Томас
Томас Томкинс (англ. Thomas Tomkins; 1572, Сент-Дейвидс, Пембрукшир — 9 июня 1656, Мартин Хассингтри, близ Вустера) — английский композитор эпохи Возрождения и раннего барокко, последний представитель английской школы вирджиналистов.

## Очерк биографии
Происходил из валлийской музыкальной семьи. О музыкальном образовании Томкинса точных сведений нет. В посвящении к мадригалу «Too much I once lamented», вошедшему в (позднейший) сборник 1622 г., Томкинс называет своим «старинным и многоуважаемым учителем» У. Бёрда. С 1596 года Томкинс — органист Вустерского кафедрального собора. В 1607 г. получил степень бакалавра Оксфордского университета. На музыкальные взгляды Томкинса также оказал влияние трактат Т.Морли «Plaine and Easie Introduction to Practicall Musicke» (сохранился экземпляр книги с пометками Томкинса). Хотя Томкинс не был регулярным членом («джентльменом») Chapel Royal, исследователи считают, что он написал ряд своих композиций не для родного (и скромного по музыкально-исполнительским возможностям) Вустера, а по заказу лондонского двора. В 1621 г. Томкинс получил пост органиста Королевской капеллы. В то же самое время старшим органистом Капеллы работал О.Гиббонс, место которого (после его смерти в 1625 г.), вероятней всего, занял именно Томкинс. После смерти жены (в 1642) Томкинс вернулся в Вустер, где продолжал работать в должности соборного органиста до 1654 г.

## Очерк творчества
Томкинс — один из самых разносторонних композиторов своего поколения. Он известен и как представитель английской школы вирджиналистов, и как плодовитый автор (англиканской) церковной музыки.
Наибольшая часть наследия Томкинса — антемы и пьесы других жанров для англиканского оффиция. Свыше 100 его антемов вошли в объёмный сборник «Musica Deo sacra et ecclesiae anglicanae» (1668). Чаще других исполняемый полный антем «When David heard» демонстрирует основные достоинства «серьёзной» музыки Томкинса — прочное владение полифонической техникой, умеренный баланс в использовании гармонии, ритмики, фактуры. Примерно половина всех антемов Томкинса — стиховые, нередко представляющие собой сквозные и многосоставные композиции с инструментальными ритурнелями, чередующимися сольными, ансамблевыми и хоровыми частями (как «O Lord, lett me knowe myne end» и «Turn thou us»). По традиции заголовки некоторых его церковных сочинений носят латинские заголовки (Te Deum, Magnificat, Nunc dimittis и т.п.), хотя написаны на новосочинённые английские тексты.
Томкинс — автор клавирной и консортной музыки в различных жанрах: фантазий (в том числе, так называемых гексахордовых, то есть на «тему» ut re mi fa sol la), танцевальных сюит, хоральных прелюдий и обработок, пьес в жанре In nomine. Менее значительны мадригалы Томкинса (около 30, преимущественно на 5 и 6 голосов). Некоторые из них — светские контрафактуры его же антемов. Ряд пьес, названных автором мадригалами, в действительности представляют собой английскую версию итальянского баллетто (включая «Too much I once lamented» — возможно, самое популярное вокальное сочинение Томкинса). Среди мадригалов выделяются «Woe is me», в котором использование низкого регистра имеет явно символическое значение, и «Musicke devine» (также с элементами музыкальной риторики). Из небольшого количества клавирных сочинений Томкинса популярность завоевала (причём уже в рукописях XVII в.) павана a-moll, с запоминающимся хроматическим ходом a-gis-g-fis-f-e (с имитациями) в финальной части. Ещё одна вирджинальная пьеса Томкинса с выразительным заголовком «Печальная павана нашего безвременья» (англ. Sad pavan for these distracted times) не похожа на развлекательную танцевальную музыку Возрождения. Свойственные этой паване драматизм и quasi-импровизационная свобода — черты, связывающие её скорее с барочной музыкальной стилистикой.